# 2A46 (D-81T)
El 2A46 (D-81T) es un cañón de tanque soviético, de 125 mm y con ánima lisa, empleado a bordo de varios tanques de combate principales, tales como el T-72, el T-80 y siendo el más moderno el T-90 y T-14 Armata.

## Historia
Fue desarrollado por el  buró de diseño Spetstekhnika (OKB-9) en Yekaterinburgo en la década de 1960, originalmente para el tanque T-64A. Fueron producidos en la Fábrica de Artillería Nro. 9 en Yekaterinburgo y Motovilikha en Perm.

## Especificaciones
El 2A46 puede disparar proyectiles subcalibre, HEAT y fragmentarios de alto poder explosivo. La munición del 2A46 viene en dos partes separadas, por lo que primero se introduce el proyectil en la recámara, seguido de una carga propulsora que va aparte e inhibe, aunque no totalmente, las posibles explosiones en el casco. El principal defecto que tenía su primera versión, el 2A46, era la muy corta vida útil del ánima. Pero este problema fue solucionado en la versión 2A46M, que igualmente siguió presentando un alto desgaste por el excesivo acidifa. Los cañones ucranianos KBA son derivados del 2A46.

## Variantes
Entre sus versiones originales figuran:
- 2A46 - Versión original, de 1970 a 1971.
- 2A46M - Versión mejorada, de 1972 al presente,
  - 2A46M-1 - Versión modificada para el T-80,[2]
  - 2A46M-2 - Versión de peso ligero, en uso en el 2S25 Sprut-SD
  - 2A46M-3 - En uso como demostrador para el T-90A
  - 2A46M-4 - En uso como arma final para el T-90S
  - 2A46M-5 - En uso como arma para el T-90AM

Otras naciones desarrollaron versiones locales, tales como la serie "KBM", de procedencia ucraniana:
- KBM
  - KBM-1 - Versión inicial, para pruebas.
  - KBM-1M - Versión alargada, de 50 calibres de longitud.[3][4]
  - KBM-2 - Versión de calibre 120 mm, puede usar municiones rusas y/o de estándar OTAN.[5][6]

Todas ellas son desarrollos de la empresa ucraniana KMDB (Kharkyiv Morozov Design Bureau).
En Eslovenia, Konstructa Defence desarrolló el cañón 2A46MS. Ésta variante es la que monta el PT-91M Pendekar, en uso por las tropas de Malasia.

## Tanques que emplean el 2A46
El 2A46 ha sido empleado en numerosos tanques, aunque estos son casi exclusivamente diseños soviéticos/rusos o derivados extranjeros de estos.

### Actuales
- Corea del Norte
  - Ch'onma-ho V (Ma)
  - P'ookpong Ho II y III

- Croacia
  - M-91 Vihor
  - M-95 Degman
  - M-84D

- Irak
  - T-72 León de Babilonia

- Irán
  - Zulfiqar
- Polonia
  - PT-91 Twardy

- Rusia
  - T-90
  - T-55M6
  - Obyekt 640/Águila Negra

- Serbia
  - M-84AS

- Ucrania
  - T-84

### Anteriores
- Yugoslavia
  - M-84

- República Socialista de Rumanía
  - TR-125

- Unión Soviética
  - T-62B
  - T-64
  - T-67 (un T-62 armado con un cañón de 125 mm)
  - T-72
  - T-80

### Desarrollos relacionados
- Rheinmetall 120 mm
- GIAT CN120-26/52/Nexter F1
- IMI MG251
- Royal Ordnance L7
 Royal Ordnance L11
 Royal Ordnance L30
- RUAG L50

### Listas relacionadas
- Anexo:Tanques de combate principal por generación